# Apnenik pri Velikem Trnu
Apnenik pri Velikem Trnu je naselje v Občini Krško.
Leta 1953 so imenu vasi dodali pri Velikem Trnu.